# Liste von Bergwerken im Odenwald

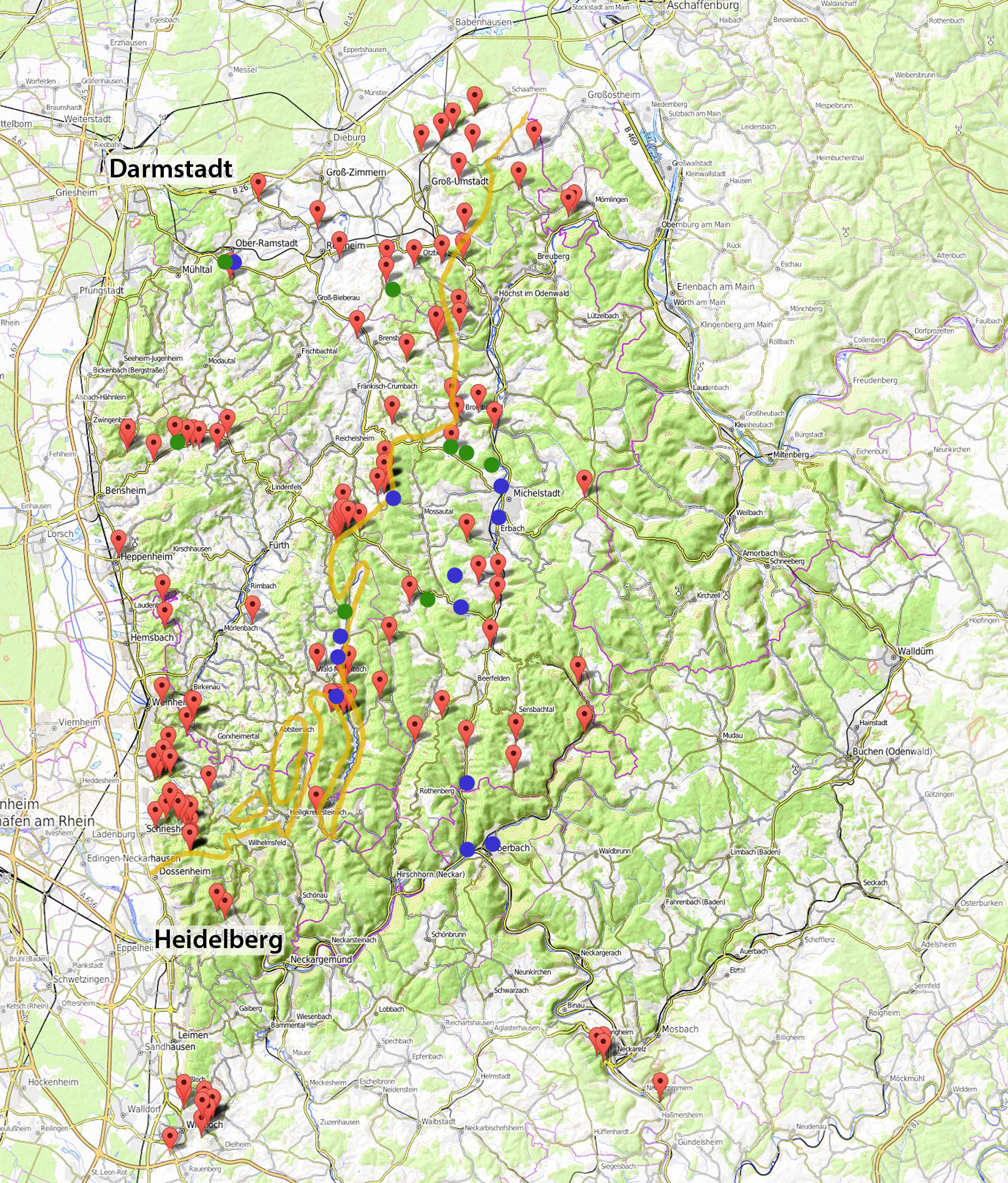
Übersicht: Bergbau im Odenwald
Erläuterungen: Rote Punkte: Bergwerke; blau: Hammerwerke; grün: Schmelzen; orange Linie: Grenzlinie Grund-/Deckgebirge

Im Odenwald ist Bergbau seit 795 urkundlich erwähnt, bestand aber schon zu römischen und keltischen Zeiten und hatte überwiegend nur regionale Bedeutung. Anfänglich wurde auf Eisen sowie auf Silber und Kupfer abgebaut. Im 19. Jahrhundert dominierten dann Mangan und Schwerspat, schließlich wurden Zinkvorkommen ausgebeutet. Eine regionale Besonderheit war der untertägige Gipsabbau bei Obrigheim entlang der Neckarhänge.
Die Geschichte und Entwicklung der bergmännischen Aktivitäten in der Region werden im Artikel Bergbau und Hüttenwesen im Odenwald ausführlich beschrieben.
Es ergeben sich vorrangig folgende Abbaugebiete im Odenwald:
- Entlang des südwestlichen Randes des Odenwaldes von Weinheim über Heidelberg bis Wiesloch
- Entlang der Weschnitz-Störung im mittleren Odenwald[2][3]
- Im nördlichen Odenwald

## Westlicher Odenwald
| Name                                     | Stadt/Gemeinde                     | Bemerkung | Lage | Bild                                |
| ---------------------------------------- | ---------------------------------- | --- | ---- | ----------------------------------- |
| Bergwerk Auerbach                        | Bensheim OT Auerbach               | Marmor; Marmoritwerk Dr. Link, zuletzt Knauf Marmorit GmbH, siehe auch Bergbau Hochstädten und Auerbacher Marmor. Tiefbau auf sieben Sohlen bis 140 m Teufe. Betrieb: 1865 bis 31. März 2008. | Lage |                                     |
| Grube am Gorxheimer Kopf                 | Gorxheim                           | Kupfer | Lage |                                     |
| Grube Goldloch                           | Gorxheim                           | Kupfer; auch Goldloch-Schacht; erstmals urkundlich erwähnt 1486, Betrieb bis 1551; erneute Prospektion um 1700 und kurze Betriebsperioden um 1820, 1854 und 1873. Heutiger Zustand: Waldlichtung mit Halde, die in südöstlicher Richtung hangabwärts bis zum Scheitelpunkt der Kreisstraße K15 nachweisbar ist. | Lage |                                     |
| Grube bei Gorxheim                       | Gorxheim                           | Kupfer; Mundloch verschüttet | Lage |                                     |
| Grube                                    | Gorxheimertal OT Unter-Flockenbach | Der Weiher bei Unter-Flockenbach (im Bereich Eichelberger Höfe) sei die Folge eines Tagebruchs alter Bergbauaktivität von etwa 1720 |      |                                     |
| Bergwerk Mausbach                        | Heidelberg                         | Mangan; es bestand von 1890 bis 1919; zudem weitere Versuchsschächte südlich und westlich des Stollenmundlochs; sowie Versuchsstollen im unteren Mausbachtal (Lage). Nördlich und östlich von Heidelberg weitere Versuchsstollen und Schurfe Lage | Lage |                                     |
| Kupfergrube                              | Hemsbach                           | Kupfer | Lage |                                     |
| Katharina I                              | Heppenheim                         | 19. Jahrhundert; Gemarkung: Lage |      |                                     |
| Katharina II                             | Heppenheim                         | 19. Jahrhundert |      |                                     |
| Hülfe Gottes                             | Hirschberg OT Großsachsen          | Blei, Silber; erstmals 1551 in der Kurpfälzischen Bergordnung erwähnt, Hauptbetrieb 1773–1784. Während des Dreißigjährigen Krieges und bis in die zweite Hälfte des 18. Jahrhunderts war die Grube vermutlich nicht in Betrieb. Erneute Förderung ab 1773, 1776 wurde eine Gewerkschaft gegründet. Bis 1783/84 erbrachte die Grube nicht die erhoffte Ausbeute, sondern machte Verluste. | Lage |                                     |
| Am Kelterberg                            | Hirschberg OT Großsachsen          | 2 Stollen | Lage |                                     |
| Grube                                    | Hirschberg OT Großsachsen          | [ 16 ] | Lage |                                     |
| Belzhohl Stollen                         | Hirschberg OT Großsachsen          | Versuchsstollen, vor 1778 | Lage |                                     |
| Beltzberg Stollen                        | Hirschberg OT Großsachsen          | Förderstollen des Beltzberg-Schachtes (Lage). | Lage |                                     |
| Bergwerk am Hohenstein                   | Lautertal OT Reichenbach           | Kupfer; auch Blei und Silber; Betrieb: vor 1513 bis 1944; Schacht Mitte (Lage), Schacht Ost (Lage) Gangbergbau, Betriebsperioden: 1513 bis 1565, 1590, 1600ff., 1687ff. Erneuter Betrieb ab 1841, der hessische Berginspektor Storch teufte je einen Schacht am Hohenstein und Borstein ab, dabei wurde auch silberhaltiger Bleiglanz und Fahlerze gefunden; Hauptrohstoff wurde jedoch Kupfer. Konkurs 1855, Wiederaufnahme der Förderung 1860 bis 1868. Nach mehreren erfolglosen Versuchen der Inbetriebnahme ab 1939 bis 1944 erneute Förderung, 13025 t Fördergut, entsprechend 171 t Kupfer. | Lage |                                     |
| Alfred                                   | Lautertal OT Reichenbach           | Gemarkung: Lage |      |                                     |
| In der Struth                            | Lautertal OT Elmshausen            | Ab 1855 Bleierze; Gemarkung: Lage |      |                                     |
| Gottfried Stollen                        | Schönau, OT Heddesbach             | Mangan; Ende des 19. Jahrhunderts; Versuchsstollen mit 213 m Länge, sowie mehrere Versuchsschächte bis 22 m Teufe, Grubenfeld betrieben durch die Firma Röchling, keine Förderung da Manganausbeute zu gering; mulmiges Erzlager von 6–25 cm Mächtigkeit | Lage |                                     |
| Elisabethengrube                         | Schriesheim OT Ursenbach           | Schwerspat, Eisen, Kupfer; heutzutage keine übertägigen Spuren sichtbar; Betriebszeit: 1780–1888 | Lage |                                     |
| Grube Anna-Elisabeth                     | Schriesheim                        | Schwerspat, Blei, Kupfer; Besucherbergwerk | Lage |                                     |
| Ferdinand                                | Schriesheim                        | Schwerspat, Wismut, Kupfer; auch Spatgrube Allmersbach genannt; betrieben 1800 bis 1805 | Lage |                                     |
| Grube Wolf                               | Schriesheim                        | Schwerspat, Eisen, Kupfer. Im frühen 19. Jahrhundert Mördischbacher Stolln, dann Förderung über Lange Schaar Stollen, ab den 1920er Jahren wichtigster Betriebspunkt im Weiten Tal. Vor 1936 wurden ein neues Zechenhaus und ein Kompressorenhaus auf dem Haldenkopf errichtet, beide sind noch erhalten und dienen heute als evangelisches Freizeitheim. Der Lange Schaar Stollen hatte 1937 eine Länge von 381 m erreicht und ist heute im Bereich des Mundloches auf mindestens 25 m verbrochen und nicht mehr zugänglich (Lage). | Lage |                                     |
| Obere Griet                              | Schriesheim                        | Schwerspat; frühes 19. Jahrhundert bis 1939 mit Unterbrechungen betrieben; zwei miteinander verbundene Schächte bis etwa 25 m Teufe; unregelmäßige Weitungen unter Tage | Lage |                                     |
| Herrmannsgrund                           | Schriesheim                        | Feldspat; Tagebau und Stollen, 1860–1939. | Lage |                                     |
| Spatschlucht/Oberer Stolln/Im Weiten Tal | Schriesheim                        | Schwerspat; oberirdischer Abbau entlang des Baryt-Hauptganges der vom Zins bis ins Pappelbachtal verläuft; Hauptabbau vom Weiten Tal bis ins Martinsbachtal als oberirdischer Abbau in einer Klamm seit etwa 1800, Betreiber: Carl Ludwig Roeder, 1813 bis ca. 1820 wegen der Napoleonischen Kriege eingestellt, 1826/27 sind 18 Bergleute und 80 Scheider beschäftigt, 1824 bis 1827 wurden 1250 t Baryt gewonnen, in der Schottersmühle in Schriesheim gemahlen und in Fässer abgefüllt, 1839 noch 50 Arbeiter beschäftigt, kurz danach Abbau eingestellt; später durch verschiedenste Firmen aus Mannheim, Düsseldorf, Hagen/Westfalen, Oberkirch im Schwarzwald, Dresden und Köln in geringerem Umfang weiterbetrieben; Mitte der 1930er Jahre eingestellt; seit 1937 Naturdenkmal. | Lage |                                     |
| Wilhelmstollen/Unterer Stolln            | Schriesheim                        | Schwerspat; keine Halde; Mundloch vergittert; Stollen enthält Seismograph des Landesamtes für Geologie, Rohstoffe und Bergbau, Baden-Württemberg | Lage |                                     |
| Bergwerk                                 | Schriesheim                        | Schwerspat; verbrochener Stollen in nordwestl. bis nördlicher Richtung; Tagesbruch 2014 | Lage |                                     |
| Grube am Zins                            | Schriesheim                        | Eisenerz, später auch Zink; Schacht ab 1825 | Lage |                                     |
| Grube an der Hohen Waid                  | Schriesheim                        | [ 31 ] | Lage |                                     |
| Grube am Hartenbühl                      | Schriesheim                        | Mehrere Bergbaureste am Berg Hartenbühl, oberhalb Grube Ferdinand: Hütte auf Haldenkopf (Lage), Stollenpinge (Lage), Haldenkopf (Lage), geebnete Fläche (Lage) |      |                                     |
| Bergwerk                                 | Weinheim                           | Kupfer; vor 1816 aufgegeben und bis heute als Brunnenanlage genutzt, nördlich der Weschnitz, gegenüber Seizenmühle, heute Hildebrand’sche Untere Mühle | Lage |                                     |
| St. Christian (am Jacobsberg)            | Weinheim OT Hohensachsen           | Kupfer, auch Schwerspat; heutiger Zustand: verschüttet, liegt direkt am Straßenrand | Lage |                                     |
| Grube Marie in der Kohlbach              | Weinheim OT Hohensachsen           | Schwerspat, Zink, Blei, Kupfer; Besucherbergwerk | Lage |                                     |
| Grube Helena                             | Weinheim OT Heiligkreuz            | Eisen und Silber; Betrieb vor 1729 bis 19. Jh.; Abbau geht auf Initiativen von Baron von Osten und Konrad von der Lippe, sowie später des Freiherrn von Hundheim zurück; Nach Betriebsende Umbau zur Wassergewinnung (1896 bis 1902), dabei wurde der vordere Teil ausgemauert und ein doppelter Boden zur Rohrführung eingezogen | Lage |                                     |
| Hessel-Abaufeld                          | Wiesloch                           | Zink, früher auch Eisen und Blei. Zwischen Wiesloch und Nussloch. Betriebszeiten: Keltisch, römisch, 8.–13. Jh., 15.–18. Jh., 1850 bis Ende 19. Jh. Im 8.–13. Jh. lagen Wäschen, Pochen u. Schmelzen im Leimbachtal. Erzführung: Zn-Fe-Pb-Karbonate, PbS. Betreiber: Stolberger Zink AG und zuletzt AG des Altenbergs. |      |                                     |
| Stollen Wilhelmshöhe                     | Wiesloch                           | Zink, Blei; Hessel-Abbaufeld; spätes 19. Jh.; Stollen nach wenigen Metern vermauert und dahinter verbrochen | Lage |                                     |
| Maxstollen                               | Nußloch                            | Zink, Blei; Hessel-Abbaufeld; 19. Jh; Stollen verschüttet | Lage | Hinweis zum Maxstollen an der L 594 |
| Grube                                    | Wiesloch                           | Kobelsberg-Feld; Stollen verschüttet; Pos. ungenau | Lage |                                     |
| Alter Friedrich Stollen                  | Wiesloch                           | Zink und Blei; Kobelsberg-Feld; keine Halde; nördlich des Feldweges; Pos. ungenau | Lage |                                     |
| Neuer Friedrichstollen                   | Wiesloch                           | Zink und Blei; Kobelsberg-Feld; Mundloch: nördl. L547. Erzführung: ZnS, PbS, FeS2(+-As), ZnCO3; Zeitraum: 1918–1941; Hauptförderstollen für das Kobelsberg-Feld. Betreiber: Stolberger Zink AG. Der neue Friedrichstollen diente ab 1918 als einheitlicher Förderweg aus dem Kobelsberg-Feld. Ab 1920 Transport zur großen Aufbereitung am Südhang des Schafbuckels. Stollen nach wenigen Metern verbrochen. | Lage |                                     |
| Elvinschacht                             | Wiesloch                           | Zink; Kobelsberg-Feld; erschloss ab 1868 erstmals das primäre Erz unter dem Grundwasserspiegel. Kaum noch Haldenmaterial sichtbar, nur etwa 500 m³ um den Elvinschacht. Verfüllt und renaturiert. | Lage |                                     |
| Blendeschacht                            | Wiesloch                           | Zink; Kobelsberg-Feld; wurde 1915 abgeteuft; verfüllt und renaturiert. | Lage |                                     |
| Segen Gottes                             | Wiesloch                           | Zink; Betreiber: Stolberger Zink AG; Erzführung: ZnS, PbS, FeS2(+-As), ZnCO3; Betriebsende: 1954; mit folgenden Anlagen: Schafbuckelschacht (Lage) Maxschacht – zweiter Hauptschacht neben Schafbuckelschacht, Teufe 213 m, zehn Sohlen, Betrieb: 1940–1954 (Lage) Klingstollen – letzter Förderstollen ab 1941 bis 1953, inzwischen verschüttet, Wasseraustritt am Hangfuß, Pos. etwas unsicher (Lage) Gänsbergschacht – Teufe 71 m, Versuchsbetrieb von 1950–1954, Schacht ist abgedeckt (Lage) | Lage |                                     |
| Magnetberg                               | Bensheim OT Hochstädten            | Eisen, um 1930; Stollen von mindestens 95 m Länge, aufgefahren von der Untermühle in südöstlicher Richtung. Der Stollen befindet sich innerhalb eines Umkreises von wenigen hundert Metern um die Lage des Bergwerkes Auerbach (Marmor) Gemarkung: Lage |      |                                     |
| Fels                                     | Heppenheim OT Ober-Laudenbach      | Kupfer, Verleihung nach 1880; Gemarkung: Lage |      |                                     |
| Bleialf                                  | Lautertal OT Raidelbach            | Verleihung 1889; Gemarkung: Lage |      |                                     |
| Grube                                    | Lautertal OT Gadernheim            | ; Gemarkung: Lage |      |                                     |
| Reichenbach                              | Lautertal OT Reichenbach           | Kupfer, Blei, Silber; Verleihung nach 1878; Gemarkung: Lage |      |                                     |
| Heinrich                                 | Lautertal OT Reichenbach           | [ 36 ] |      |                                     |
| Friedrich                                | Rimbach OT Zotzenbach              | Eisen; Verleihung 1876; Gemarkung: Lage |      |                                     |
| Franziska                                | Rimbach OT Zotzenbach              | Eisen; Verleihung 1876 |      |                                     |
| Carl                                     | Rimbach OT Zotzenbach              | Eisen; Verleihung 1876 |      |                                     |
| Lousie                                   | Rimbach OT Zotzenbach              | Eisen; Verleihung 1876 |      |                                     |

## Nördlicher Odenwald
| Name                              | Stadt/Gemeinde                | Bemerkung | Lage       | Bild |
| --------------------------------- | ----------------------------- | --- | ---------- | ---- |
| Weinbrunnen                       | Brensbach OT Wallbach         | um 1874; Schacht mit 6 m Teufe; Förderung von Eisenrahm für die Farbstoffherstellung; Gemarkung: Lage |            |      |
| Grube                             | Brensbach OT Wallbach         | Silberbergwerk um 1700 |            |      |
| Güte Gottes                       | Brensbach OT Affhöllerbach    | Eisen und Mangan; Förderung geringen Umfanges von Brauneisen, Roteisen und Eisenrahm ab 1886 aus einem Schacht mit 24 m Teufe. Bei der Niederbringung dieses Schachtes wurden alte Grubengebäude angetroffen (Schacht mit Querschlag) |            |      |
| Im Oberwald                       | Eppertshausen (Forst Eichen)  | Eisen (Braunstein); Lagerstätte wurde 1857 nachgewiesen, Förderung in den Jahren 1859–1862, 1867, sowie 1868–1873; gesamte Fördermenge 5759 t Erz; in direkter Nachbarschaft lagen die Gruben Christianssegen, Henriette und Wilhelm, die jedoch weniger ergiebig als die Grube im Oberwald waren. Etwa zwei Kilometer nördlich davon, bei Urberach, gab es ein weiteres kleines Grubenfeld auf Eisenerz mit den Gruben Christianssegen II, Friederike, Otto und Romanus, sowie der Grube Sausteighügel (auch Eisenkaute genannt). Letztere war die bedeutendste mit einer Förderung von 648 t in den Jahren 1859 und 1860, weitere Untersuchungen 1870 blieben erfolglos |            |      |
| Jacob                             | Höchst OT Hummetroth          | Mangan; Braun- und Roteisenstein;das Vorkommen wurde 1855 gefunden, ab 1858 Beginn der Förderung, vorübergehend eingestellt 1859, von 1871 bis 1873 erneute Förderung, anschließend Stilllegung; Verkauf zwischen 1881–1888, Überschreibung auf den Namen „Aktiengesellschaft Schalker Gruben- und Hüttenverein Gelsenkirchen“ 1898 1936 Untersuchungsarbeiten und abteufen von 21 kleinen Rundschächten, ohne das Förderung aufgenommen wurde; kaum Spuren erhalten | Lage       |      |
| Schwerspatbergwerke Klein-Umstadt | Groß-Umstadt OT Klein-Umstadt | Schwerspat, z. T. Eisenerz; insgesamt von 1839 bis 1931; rund 2/3 des Gesamtabbaus im Odenwald (neben Ober-Kainsbach und Ober-Ostern). für mehr Informationen siehe unter Schwerspat-Bergbau in Klein-Umstadt, interessant war der Klein-Umstädter Schwerspatkrieg um Förderrechte, heute 2 Themenpunkte im UNESCO Geopark-Lehrpfad „Die kleine Bergstraße – Landschaft, Mensch und Umwelt in Klein-Umstadt“. 5 Gangbezirke mit zusammen mehr als 12 Gängen: Hönig (ab 1913 Gewerkschaft Oberweiß, später durch Rheinische Fluß- und Schwerspatwerke Ludwigshafen)(Lage), Ohlbach (ab 1839 bis 1909, Teufe: 85 m), Sauruh (ab 1891)(Lage), Spitzweg-Steinkrieg (ab etwa 1900) und Stangenberg (ab 1860), sowie die Gruben Ausdauer und Edelweiß. |            |      |
| Schwerspatgrube Anna              | Dreieich OT Götzenhain        | Nördlich des Odenwaldes liegt die 1921–1928 betriebene Schwerspatgrube Anna in Dreieich-Götzenhain, die ab 2002 zur Erforschung wieder aufgewältigt wurde. Das Schwerspatvorkommen in der Götzenhainer Gemarkung wurde im Jahre 1858 durch den Geologen R. Ludwig nachgewiesen. Erstmals mit dem Untertageabbau begonnen wurde am 1. Juli 1866. Die Arbeiten wurden jedoch 1872 wieder eingestellt. Am 21. März 1921 wurde erneut mit dem Abbau begonnen, doch auch diese Arbeiten dauerten nur bis in das Jahr 1928. Eine Wiederbelebung des Abbaus nach 1945 erfolgte nicht. Die Grube bestand aus dem ca. 14 Meter tiefen Schacht und drei Stollen mit einer Länge von 70, 50 und 30 Metern. Um den Erhalt der Grube, die sich im Besitz der Stadt Dreieich befindet, kümmert sich der Verein „Interessengemeinschaft historischer Bergbau Dreieich-Götzenhain e. V.“. | Lage       | \|   |
| Grube am Kirchberg                | Mühltal OT Nieder-Ramstadt    | Mangan; Abbau am Kirchberg |            |      |
| Zur Gnade Gottes                  | Ober-Ramstadt                 | Im geringen Umfang Silber, vornehmlich Kupfer. Betrieb anfänglich als Silberbergwerk von 1506 mit Unterbrechungen bis 1590, Fördermaximum 1577–1581. Wiedereröffnet 1858, ohne neue Förderung, weitere Prospektionen 1907 und 1908. Schwerspatgänge mit Silber- und Kupfererzen. Früher Tiefbau, Schacht mit drei Abbausohlen. | Lage       |      |
| Grube Goldkaute                   | Roßdorf                       | Kupfer; ab etwa 1500 mit Unterbrechungen bis 1686, erneut von 1854 bis 1859 | Lage (ca.) |      |
| Vereinigte Eierhöhe               | Groß-Umstadt                  | Eisen, Verleihung nach 1862 |            |      |
| Lena                              | Groß-Umstadt                  | Eisen, Verleihung nach 1862 |            |      |
| Theobald                          | Groß-Umstadt                  | Eisen, Verleihung nach 1862 |            |      |
| Gustav                            | Groß-Umstadt                  | Eisen, Verleihung nach 1862 |            |      |
| Robert                            | Groß-Umstadt                  | Eisen, Verleihung nach 1862 |            |      |
| Frauenlob                         | Groß-Umstadt OT Wiebelsbach   | Eisen, Verleihung 1878, Gemarkung Frau-Nauses; Gemarkung: Lage |            |      |
| Stolzenfels III                   | Groß-Umstadt OT Heubach       | Eisen, Verleihung nach 1878; Gemarkung: Lage |            |      |
| August                            | Groß-Umstadt OT Heubach       | Eisen, Verleihung nach 1878 |            |      |
| Arnulph                           | Groß-Umstadt OT Heubach       | Eisen, Verleihung nach 1878 |            |      |
| Adolphus                          | Groß-Umstadt OT Heubach       | Eisen, Verleihung nach 1878 |            |      |
| Caroline                          | Groß-Umstadt OT Heubach       | Eisen, Verleihung nach 1878 |            |      |
| Weinbergskopf                     | Groß-Umstadt OT Heubach       | Eisen, Verleihung nach 1878 |            |      |
| Ludwig                            | Groß-Umstadt                  | Eisen, Verleihung nach 1878 |            |      |
| Lina                              | Groß-Umstadt                  | Eisen, Verleihung nach 1878 |            |      |
| Mina                              | Groß-Umstadt                  | Eisen, Verleihung nach 1878 |            |      |
| Mina I                            | Groß-Umstadt                  | Eisen, Verleihung nach 1878 |            |      |
| Urban                             | Groß-Umstadt                  | Eisen, Verleihung nach 1878 |            |      |
| Uhu                               | Groß-Umstadt                  | Eisen, Verleihung nach 1878 |            |      |
| Wilhelm                           | Groß-Umstadt                  | Eisen, Verleihung nach 1878 |            |      |
| Kunigunde                         | Groß-Umstadt OT Kleestadt     | Eisen, Verleihung 1880; Gemarkung: Lage |            |      |
| Schwerspatwerk                    | Groß-Umstadt OT Kleestadt     | Schwerspat |            |      |
| Hoffnung                          | Groß-Umstadt OT Richen        | Eisen, Verleihung 1880; Gemarkung: Lage |            |      |
| Oberweiß                          | Groß-Umstadt                  | Eisen |            |      |
| Adelhaid                          | Groß-Umstadt OT Klein-Umstadt | Eisen, Verleihung 1880 gleichzeitig Abbau Schwerspat |            |      |
| Glück                             | Groß-Umstadt OT Klein-Umstadt | Eisen, Verleihung 1880 gleichzeitig Abbau Schwerspat |            |      |
| Glück I                           | Groß-Umstadt OT Klein-Umstadt | Eisen, Verleihung 1880 gleichzeitig Abbau Schwerspat |            |      |
| Eisenrahm                         | Groß-Umstadt OT Klein-Umstadt | Eisen, Verleihung 1880 gleichzeitig Abbau Schwerspat |            |      |
| Projecta                          | Groß-Umstadt OT Wiebelsbach   | Eisen und Mangan, Verleihung nach 1880; Gemarkung: Lage |            |      |
| Ziethen II                        | Groß-Umstadt OT Wiebelsbach   | Eisen, Verleihung nach 1880 |            |      |
| Margaretha                        | Groß-Umstadt OT Dorndiel      | Eisen, Verleihung 1881; Gemarkung: Lage |            |      |
| Anna                              | Groß-Umstadt OT Raibach       | Eisen, 19. Jh.; Gemarkung: Lage |            |      |
| Grube                             | Höchst OT Annelsbach          | Eisen; erstmals erwähnt in der Bergordnung von 1472 Gemarkung: Lage |            |      |
| Berta                             | Mömlingen                     | Eisen; 19. Jahrhundert | Lage       |      |
| Grube am Buchberg                 | Mömlingen                     | Basaltabbau, von 1851 bis 1928 - erst oberflächlich, dann auch Unter Tage; heute Geopunkt mit Hütte, nachgebildetem Stollenverhau und Lore, und dem Basaltloch - einem 28 Meter tiefen Einblick in den ehemaligen Stollen, die über eine Kamera Einblicke erlaubt. | Lage       |      |
| Mühlhansenloch                    | Mömlingen                     | Eisen; 14. Jahrhundert | Lage       |      |
| Adolf                             | Otzberg OT Hering             | Brauneisen und Mangan, Mutung 1858, erneute Verleihung nach 1878; Gemarkung: Lage |            |      |
| Am Erzwäldchen                    | Otzberg OT Hering             | Roteisen; Mutung 1852; phasenweiser Abbau zumindest 1856 und 1859–1860, erneute Verleihung nach 1878; Erzgewinnung im Tagebau in den Folgejahren und dann vorläufige Schließung; 1936 erneute Untersuchungen, Schürfgräben wurden angelegt, ein Stollen mit Gesenk wurde aufgefahren, Lagerstätte erwies sich als nicht lohnenswert. Es existierte bereits sehr früh Bergbau, eine erste Bergordnung für Otzberg wurde 1472 verfasst. Auch aus dem 18. Jahrhundert ist Bergbau bei Otzberg bekannt. |            |      |
| Horn                              | Schaafheim                    | Eisen, Verleihung 1880 |            |      |
| Schlund                           | Schaafheim OT Schlierbach     | Eisen, Verleihung 1880; Gemarkung: Lage |            |      |
| Aurelia                           | Schaafheim OT Mosbach         | Eisen, Verleihung 1880; Gemarkung: Lage |            |      |
| Katharina                         | Schaafheim OT Mosbach         | Eisen, Verleihung 1880 |            |      |
| Eulalia                           | Schaafheim OT Mosbach         | Eisen, Verleihung 1880 |            |      |
| Agnes                             | Höchst OT Pfirschbach         | Eisen, Verleihung 1877; Gemarkung: Lage |            |      |
| Kopf                              | Brensbach                     | Verleihung 1883 |            |      |
| Nero                              | Brensbach                     | Verleihung 1883 |            |      |
| Biene                             | Brensbach                     | Verleihung 1883 |            |      |
| Philemon                          | Brensbach                     | Verleihung 1883 |            |      |
| Heinrichssegen                    | Brensbach OT Wersau           | Verleihung 1884; Gemarkung: Lage |            |      |
| Hoffnung                          | Brensbach OT Wersau           | Verleihung 1884 |            |      |
| Sophie                            | Reinheim OT Spachbrücken      | Verleihung 1887; Gemarkung: Lage |            |      |
| Ferdinande                        | Reinheim OT Ueberau           | Verleihung 1884; Gemarkung: Lage |            |      |
| Hering II                         | Otzberg OT Nieder-Klingen     | Verleihung zwischen 1878–1885; Gemarkung: Lage |            |      |
| Emilie                            | Otzberg OT Nieder-Klingen     | Verleihung zwischen 1878–1885 |            |      |
| Emil                              | Otzberg OT Nieder-Klingen     | Verleihung zwischen 1878–1885 |            |      |
| Annaburg                          | Otzberg OT Ober-Klingen       | Verleihung nach 1876; Gemarkung: Lage |            |      |
| Dipo-Negoro                       | Otzberg OT Ober-Klingen       | Verleihung nach 1876 |            |      |
| Magdalena                         | Otzberg OT Ober-Klingen       | Verleihung nach 1876 |            |      |
| Rosa                              | Otzberg OT Ober-Klingen       | Verleihung nach 1876 |            |      |
| Louisenthal                       | Otzberg OT Ober-Klingen       | Verleihung nach 1876 |            |      |

## Mittlerer Odenwald
| Name                   | Stadt/Gemeinde                  | Bemerkung | Lage     | Bild |
| ---------------------- | ------------------------------- | --- | -------- | ---- |
| Grube in der Altwiese  | Fürth OT Weschnitz              | Eisen; mittelalterlicher Altbergbau am Kahlberg, erstmals 795 erwähnt | Lage     |      |
| Grube am Kapellenberg  | Fürth OT Weschnitz              | Eisen; mittelalterlicher Altbergbau am Kahlberg, erstmals 795 erwähnt | Lage     |      |
| Grube am Osterbach     | Fürth OT Weschnitz              | Eisen; mittelalterlicher Altbergbau am Kahlberg, erstmals 795 erwähnt | Lage     |      |
| Geiswiese              | Reichelsheim OT Bockenrod       | Mangan; 19. Jh. |          |      |
| Gottfried              | Reichelsheim OT Bockenrod       | Mangan; 19. Jh. |          |      |
| Adolph                 | Reichelsheim OT Bockenrod       | Mangan; 19. Jh. | Lage     |      |
| Georg                  | Reichelsheim OT Bockenrod       | Mangan; 1852, 1853 und 1858 Erschließungsarbeiten, erneut 1884 und 1886; Bergbaubetrieb im Jahr 1883, von 1893 bis 1897, 1903 bis 1909, sowie von 1916 bis 1924; Schacht 1 (Lage), Neuer Stollen (Lage), Luftschacht neuer Stollen (Lage), Halde Haspelschacht (Lage)                                                | Lage     |      |
| Juno                   | Reichelsheim OT Bockenrod       | Mangan; 19. Jh. | Lage     |      |
| Ostra-Höhle            | Reichelsheim OT Ober-Ostern     | Silbergrube, erstmals 1579 erwähnt; auf Anfrage zugänglich | Lage     |      |
| Im Röhricht            | Reichelsheim OT Rohrbach        | Eisen, mind. 1500 bis 1568; Gemarkung: Lage |          |      |
| Rubens                 | Reichelsheim OT Rohrbach        | Mangan; um 1880 begonnen, Schacht mit 7 m Teufe; ab 1885 Anlage von Schürfgräben (8 bzw. 6 m lang); Nesterartige Lagerstätte mit Manganerz mit einem Gehalt von 12 % Mangan; Gesamtförderung 45 t Erze. |          |      |
| Fortuna                | Reichelsheim OT Erzbach         | Mangan; Betrieb: Ende 19. Jh. | Lage     |      |
| Grube im Centwald      | Reichelsheim OT Ober-Ostern     | Eisen; mittelalterlicher Altbergbau am Kahlberg, erstmals 795 erwähnt; bis in die Neuzeit wurde immer wieder Abbau vorgenommen, beispielsweise bei Lage und Lage | Lage     |      |
| Grube auf der Almende  | Reichelsheim OT Ober-Ostern     | Schwerspat; auch Bergbau Alme; Betrieb: 1850 bis 1870; 2 Schächte und 2 Stollen; bis zu 30 cm große Baryt-Kristalle (erhalten in den Sammlungen Senckenberg Museum und Landesmuseum Darmstadt) | Lage     |      |
| Grube am Kahlberg      | Reichelsheim OT Ober-Ostern     | Eisen; mittelalterlicher Altbergbau am Kahlberg, erstmals 795 erwähnt | Lage     |      |
| Berggeist              | Reichelsheim OT Ober-Kainsbach  | Schwerspat; Betriebsende 1912; auch als Weiße Mauer bekannt | Lage     |      |
| Unverhofft Glück       | Brombachtal OT Langenbrombach   | Eisen und Mangan; 19. Jahrhundert; Gemarkung: Lage |          |      |
| Glück                  | Brombachtal OT Langenbrombach   | Eisen und Mangan; 19. Jahrhundert |          |      |
| Frida                  | Brombachtal OT Birkert          | Brauneisenstein; Lagerstätte 1861 gefunden, im Jahr 1873 wurden 15 t Manganeisenstein gefördert; Versuchsbohrungen im Jahr 1895 blieben erfolglos |          |      |
| Adolph                 | Reichelsheim OT Ober-Kainsbach  | Eisen und Mangan; 19. Jahrhundert; Gemarkung: Lage |          |      |
| Bertha                 | Erbach OT Haisterbach           | Eisen; 19. Jahrhundert; Gemarkung: Lage |          |      |
| Nicolaus               | Erbach OT Schönnen              | Eisen; 19. Jahrhundert; Gemarkung: Lage |          |      |
| Ebersberg              | Erbach OT Ebersberg             | Eisen; 19. Jahrhundert; Gemarkung: Lage |          |      |
| Heinrich               | Erbach OT Ebersberg             | Eisen; 19. Jahrhundert |          |      |
| Auguste II             | Bad König OT Zell               | Eisen und Mangan; 19. Jahrhundert; Gemarkung: Lage |          |      |
| Emil                   | Bad König OT Zell               | Eisen und Mangan; 19. Jahrhundert |          |      |
| Stern                  | Erbach OT Elsbach               | 19. Jahrhundert; Gemarkung: Lage |          |      |
| Stern II               | Erbach OT Elsbach               | 19. Jahrhundert |          |      |
| Ludwig                 | Brombachtal OT Kirchbrombach    | Verkauf zwischen 1881 und 1888, Überschreibung auf den Namen „Aktiengesellschaft Schalker Gruben- und Hüttenverein Gelsenkirchen“ 1898; Gemarkung: Lage |          |      |
| Grube bei Falken-Gesäß | Beerfelden OT Falken-Gesäß      | Schwerspat; Abbau im 19. Jh.; Schacht verschüttet | Lage     |      |
| Neptun                 | Michelstadt OT Rehbach          | Eisen und Mangan (Brauneisenstein); bedeutendste Grube in Rehbach; von 1853 bis 1878; mehrere Versuchsschächte, Lagerstätte hat nur geringe Ausdehnung (40 auf 50 m), dafür einen hohen Mangangehalt von 11–16 %; beendet 1878 Gemarkung: Lage                                                                       |          |      |
| Adalbert               | Michelstadt OT Rehbach          | Eisen und Mangan; Vorkommen 1856 nachgewiesen; ab 1871 Versuchsarbeiten; beendet 1878 |          |      |
| Adolph                 | Michelstadt OT Rehbach          | Eisen und Mangan; Vorkommen 1856 nachgewiesen; ab 1871 Versuchsarbeiten; beendet 1878 |          |      |
| Louise                 | Michelstadt OT Rehbach          | Eisen und Mangan; Vorkommen 1856 nachgewiesen; ab 1871 Versuchsarbeiten; beendet 1878 |          |      |
| Grube Obrigheim        | Obrigheim                       | aktives Bergwerk; Betrieb seit 1847; untertägiger Abbau von Gips; Betreiber: HeidelbergCement AG; Stollen 1 (Lage), Stollen 2 (Lage) | Lage     |      |
| Grube Hornberg         | Neckarzimmern                   | Gips; stillgelegt, aber Nachnutzung als Bundeswehr-Depot; auch Gipsstollen in Neckarzimmern genannt; inzwischen sehr weitläufige Anlage mit über 170.000 m² Nutzfläche | Lage     |      |
| Grube Ludwig           | Wald-Michelbach                 | Mangan; Besucherbergwerk; Betrieb: 1889 bis 1918; Abbau im Zechstein-Dolomit von Wad (Manganomelan), Weichmanganerz (Pyrolusit) und Hartmanganerz (Psilomelan) | Lage     |      |
| Aussicht               | Wald-Michelbach OT Straßburg    | Mangan; Gesamtförderung: 235.763 t, Betrieb: 1899 bis 29. September 1911, Betreiber: de Wendel, 150 Bergleute (zu Spitzenzeiten) | Lage     |      |
| Morgenstern            | Wald-Michelbach OT Seckenrein   | Mangan; Fundamente und Untergeschoss Maschinenhaus noch erhalten; Schachtpinge 17 m nördl. des ehemaligen Maschinenhauses; Wasserlösung direkt südwestl. der Abfahrt Seckenrein von der L3105; weitläufiges Pingenfeld nördl. Hauptschacht; Halde direkt westl. der L3105; wurde zusammen mit Grube Ludwig betrieben | Lage     |      |
| Minka                  | Wald-Michelbach OT Aschbach     | Mangan; benachbart zur Grube Minca; südl. der Gemarkung Aschbach; beide Gruben: 2 Stollen, 2 Schächte, Betrieb: ab etwa 1870 mit Unterbrechungen bis 1916–1918 | ca. Lage |      |
| Grube                  | Wald-Michelbach                 | 1930 als aktiv vermerkt; heute mit Wohnsiedlung überbaut | Lage     |      |
| Hermann                | Wald-Michelbach OT Affolterbach | Eisen und Mangan; 1903 wurde ein 36 m tiefer Schacht abgeteuft, der auf ein Lager mit 50 cm Mächtigkeit traf; bis 1904 erfolgten noch weitere Untersuchungen, ein Abbau lohnte sich jedoch nicht |          |      |
| Apollo                 | Mossautal OT Güttersbach        | Eisen, Verleihung 1874; Gemarkung: Lage |          |      |
| Zeus                   | Mossautal OT Güttersbach        | Eisen, Verleihung 1874 |          |      |
| Leopold                | Oberzent OT Beerfelden          | 19. Jh. |          |      |
| Mercure                | Oberzent OT Beerfelden          | 19. Jh. |          |      |
| Dieu                   | Oberzent OT Beerfelden          | 19. Jh. |          |      |
| Nectar                 | Oberzent OT Beerfelden          | 19. Jh. |          |      |
| Sidonia                | Oberzent OT Beerfelden          | Eisen und Mangan, 19. Jh. |          |      |
| Victor                 | Oberzent OT Gammelsbach         | Eisen und Mangan, Verleihung 1890; Gemarkung: Lage |          |      |
| Freienstein I und II   | Oberzent OT Gammelsbach         | Eisen und Mangan, Verleihung 1890 |          |      |
| Wilibald               | Oberzent OT Hetzbach            | 19. Jh.; Gemarkung: Lage |          |      |
| Laurentius             | Oberzent OT Hetzbach            | 19. Jh. |          |      |
| Florentine             | Oberzent OT Hetzbach            | 19. Jh. |          |      |
| Himmelfahrt I und II   | Oberzent OT Olfen               | Eisen und Mangan; Verleihung ab 1879; Gemarkung: Lage |          |      |
| Leo                    | Oberzent OT Kailbach            | Eisen; Verleihung 1884; Eduardsthal – Ostseite des Schildenberges; Gemarkung: Lage |          |      |
| Heinrich               | Oberzent OT Kailbach            | Eisen, Verleihung 1884 |          |      |
| Markus                 | Oberzent OT Kailbach            | Eisen, Verleihung 1884 |          |      |
| Forelle                | Oberzent OT Schöllenbach        | Eisen, Verleihung 1884; Gemarkung: Lage |          |      |
| Hecht                  | Oberzent OT Schöllenbach        | Eisen, Verleihung 1884 |          |      |
| Lachs                  | Oberzent OT Schöllenbach        | Eisen, Verleihung 1884 |          |      |
| Friederike             | Oberzent OT Finkenbach          | Eisen, Verleihung 1884, Lage: Ober-Finkenbach; Gemarkung: Lage |          |      |
| Mina                   | Oberzent OT Finkenbach          | Eisen, Verleihung 1884, Lage: Ober-Finkenbach |          |      |
| Marie                  | Oberzent OT Finkenbach          | Eisen, Verleihung 1884, Lage: Ober-Finkenbach |          |      |
| Horst                  | Oberzent OT Raubach             | Eisen, Verleihung ab 1881; Gemarkung: Lage |          |      |
| Falk                   | Oberzent OT Raubach             | Eisen, Verleihung ab 1881 |          |      |
| Adler                  | Oberzent OT Raubach             | Eisen, Verleihung ab 1881 |          |      |
| Anna                   | Oberzent OT Finkenbach          | Eisen, Verleihung 1884, Lage: Unter-Finkenbach |          |      |
| Carolus                | Oberzent OT Hebstahl            | Eisen, Verleihung 1884; Gemarkung: Lage |          |      |
| Philipp                | Oberzent OT Hebstahl            | Eisen, Verleihung 1884 |          |      |
| Magdalena              | Oberzent OT Unter-Sensbach      | Eisen, Verleihung 1884; Gemarkung: Lage |          |      |
| Bertha                 | Oberzent OT Unter-Sensbach      | Eisen, Verleihung 1884 |          |      |
| Helga                  | Oberzent OT Unter-Sensbach      | Eisen, Verleihung 1884 |          |      |
| Gottlieb               | Oberzent OT Unter-Sensbach      | Eisen, 19. Jh. |          |      |
| Eule                   | Michelstadt OT Eulbach          | Verleihung 1876; Gemarkung: Lage |          |      |

## Nutzung dieser Liste offline
Zur mobilen und offline Nutzung können alle Koordinaten als KML-Datei, bzw. als GPX-Datei heruntergeladen werden.